# Born This Way (chanson)
Pour les articles homonymes, voir Born This Way (homonymie).
Singles de Lady Gaga
Dance in the Dark Judas
Pistes de Born This Way
Marry the Night Government Hooker
Born This Way est une chanson de l’artiste américaine Lady Gaga. Il s’agit du premier single de son troisième album studio, Born This Way. Le morceau est écrit et produit par Gaga, Fernando Garibay, Jeppe Laursen ainsi que DJ White Shadow et voit le jour alors qu’elle parcourt le monde dans le cadre du Monster Ball Tour. Le titre est inspiré par le mouvement d’autonomisation musicale des femmes et de la communauté gay engendré dans les années 1990. Gaga explique que Born This Way lui procure un sentiment de liberté. Lors des MTV Video Music Awards en 2010, elle chante une partie du refrain dans sa version acoustique. La sortie du morceau est initialement prévue pour le 13 février 2011. Toutefois, il est révélé deux jours plus tôt, ainsi que les paroles et la pochette du single.
Born This Way est une chanson électropop, accompagnée de légers sons de synthétiseurs et d'une basse bourdonnante. Vers sa conclusion, elle inclut également une partie a cappella. Globalement, les paroles traitent de la prise de pouvoir des minorités tandis que le refrain invite à vivre sans regret et à rester soi-même. La chanson mentionne certaines communautés telles que les gays, les lesbiennes, les bisexuels et les personnes transgenres. Peu après la révélation des paroles, elle est critiquée par quelques communautés asiatiques et hispaniques, qui estiment que les termes « chola » et « orient » utilisés pour les décrire sont offensants et dégradants. La piste bénéficie de plusieurs remixes, incluant une version country, enregistrée par Gaga elle-même, ainsi qu’une autre produite par Salim et Sulaiman Merchant, destinée au marché indien.
Born This Way est bien accueillie par les critiques, qui la décrivent comme un « hymne taillé pour les night clubs », bien que des similitudes avec Express Yourself, single de Madonna sorti en 1989, lui soient reprochées. Alors que certains journalistes estiment que ces ressemblances rendent le titre moins attractif, d’autres pensent que Born This Way est un travail complètement inédit et autonome. Le morceau atteint la première position des palmarès de dix-neuf pays, incluant l’Allemagne, l’Autriche, l’Australie, le Canada, l’Irlande, la Nouvelle-Zélande, la Suède et la Suisse. Aux États-Unis, la piste devient le troisième single de Gaga à trôner sur le Billboard Hot 100. De plus, elle devient le 1000e numéro un du Hot 100 et reste six semaines au sommet du hit-parade américain. En l'espace de cinq jours, un million d'acheteurs téléchargent le titre sur l'iTunes Store, ce qui en fait la chanson s'étant vendue le plus rapidement dans l'histoire de ce service. Ce record a toutefois été battu en 2012 par We Are Never Ever Getting Back Together de Taylor Swift. En 2018, le single accumule plus de 10 millions d'exemplaires numériques.
Le vidéoclip de la chanson est réalisé par Nick Knight et Gaga. Dévoilé le 28 février 2011, il est inspiré par les visions surréalistes de peintres tels Salvador Dalí et Francis Bacon. Le clip représente Gaga donnant naissance à une nouvelle race. Dans le prologue, elle évoque la nouvelle race en question, née sans préjugés. Le vidéoclip est remarqué pour ses références, non seulement à des artistes comme Michael Jackson et Madonna, mais aussi à la mythologie grecque, au surréalisme et au travail du designer Alexander McQueen. Born This Way est interprétée pour la première fois en direct lors des 53e Grammy Awards. Gaga la chante après être sortie d’un incubateur. La piste est également jouée lors de la dernière partie de sa tournée, The Monster Ball Tour. La chanson a notamment été reprise par la chanteuse Katy Perry et la sensation internet Maria Aragon.

## Genèse
Tout au long de l'année 2010, Gaga voyage dans le cadre de sa tournée Monster Ball Tour. Durant cette période, elle développe des idées pour son troisième album studio, Born This Way. La première piste écrite pour l’album est la chanson titre. Gaga explique « Je l'ai écrite en dix minutes… et c’est une chanson avec un message magique. Après l'avoir écrite, les barrières se sont ouvertes et tous les autres titres sont venus à moi. C’était une sorte de conception immaculée ». Comme les autres chansons de l'album, Born This Way est enregistrée en 2010, durant sa tournée. Le manager de Gaga commente ce contexte d’enregistrement en affirmant que « ce n’est pas idéal pour la plupart des artistes ». Il ajoute « Mais pour elle, c’est une bonne chose. Elle a pu puiser des émotions durant ces concerts. Après avoir discuté de quelque chose en coulisses, elle revenait le lendemain me jouer une nouvelle chanson sur le thème de notre conversation de la veille ». Une des premières personnes à entendre le morceau est Perez Hilton, ami de Gaga, qui affirme que « Born This Way est une chanson ostensiblement gay, mais elle est aussi universelle et peut toucher n’importe qui, nous les marginaux, qui nous sentons différents. Et sa qualité musicale est incontestable. ». White Shadow, l'un des producteurs de la piste, attribue à Lady Gaga l'idée de la chanson : « Nous l'avons enregistrée autour du monde, sur la route, partout où c’était possible. Born This Way sonne comme quelque chose de facile à déchiffrer, mais vous ne pourrez réellement la comprendre avant de l’entendre ». Gaga voulait enregistrer sa propre chanson de liberté, et explique à Billboard l’inspiration derrière la piste,

« Je veux écrire mon hymne, affirmant qui je suis, mais je ne veux pas que ce soit caché derrière des métaphores et des tournures poétiques. Je veux attaquer la question de front, parce que la musique actuelle manque de profondeur, le message est souvent caché derrière les métaphores lyriques. Revenons au début des années 1990, lorsque la musique de Madonna, En Vogue, Whitney Houston et TLC incitait les femmes, la communauté gay et toutes les autres communautés bafouées à acquérir leur autonomie. Les paroles et les mélodies étaient poignantes et spirituelles, comme du gospel. Je me suis dit « C’est le genre de musique que je dois faire. C’est cette chanson qui va réveiller l’industrie ». Ça ne vient pas de la musique ou de la production, mais de la chanson. Tout le monde pourrait chanter Born This Way. Cela aurait pu être n’importe qui. »

Dans le 43e épisode de Transmission Gagavision, sa websérie vidéo, Gaga est interrogée au sujet de la chose la plus personnelle qu'elle ait dite à ses fans. Elle répond que « Le plus grand défi durant l'écriture de Born This Way était de me montrer confiante, de croire en moi. J’ai dû laisser mon manque d’assurance derrière moi… Quelles que soient les plaies du passé. Durant deux ans j'ai fouillé profondément mes blessures… Born This Way représente qui je suis — une artiste se trouvant constamment dans un état qui mêle fantasme et réalité ».

## Pochette et sortie
Le 8 février 2011, Gaga tweete les mots « Trois Jours » (en français) accompagnés d'un lien vers une image représentant la pochette du single. Elle est décrite par Charlie Amter de The Hollywood Reporter comme une référence aux « pochettes classiques des années 1980 (pensez à Missing Persons, Roxy Music ou encore Duran Duran) ou même des années 1970 ». La pochette en noir et blanc montre Gaga nue, affichant le tatouage qu'elle porte dans le dos. Sa chevelure est gonflée d'air tandis qu’elle porte une grande quantité de maquillage, accompagnée de prothèses pointues qui semblent sortir de son visage et son épaule,,. Tanner Stransky d’Entertainment Weekly critique positivement la pochette : « L'image est assez extraordinaire : Gaga ne semble-t-elle pas animale dans ce portrait ? C’est — oserais-je dire le mot, surtout après que Perez Hilton l’ait utilisé pour décrire la pochette lui aussi — totalement et complètement féroce. Honnêtement, vous attendiez-vous à autre chose ? Les cheveux de Gaga flottent comme une crinière, il semble que vous pourriez trouver la créature dont elle s'inspire dans la jungle africaine ». Toutefois, Archana Ram, qui fait partie de la même publication, a l'impression que la pochette est trop similaire à celle de 2 Hearts, single de Kylie Minogue sorti en 2007. Nicole Eggenberger du magazine américain OK! trouve que « Typiquement dans son style, la chanteuse arbore des épaules pointues, des cornes et une magnifique chevelure. Bien que le style de la pochette soit extravagant, Gaga préserve son côté glamour grâce au maquillage ». Leah Collins du magazine Dose affirme que le maquillage extrême et les tatouages entrent ironiquement en contradiction avec le titre de la piste. Bill Lamb d’About soutient que l’ « accent mis sur les pommettes et le maquillage donne à l’image un sentiment d’androgynie, Gaga se situe quelque part entre le mâle et la femelle. Cette façon de percevoir la pochette rappelle la couverture classique de David Bowie pour son album Young Americans ». Il estime également que l'absence de vêtements ajoute un sentiment de vulnérabilité à l'image.
Aux MTV Video Music Awards 2010, Gaga dévoile une partie des paroles de Born This Way après avoir reçu le prix de la « vidéo de l’année », qui lui est attribué pour Bad Romance. Arrivée sur la scène, elle chante : « I’m beautiful in my way, ‘cause God makes no mistakes; I’m on the right track, baby, I was born this way », qui se traduit par : « Je suis belle à ma façon, parce que Dieu ne fait pas d’erreurs; je suis sur la bonne voie, bébé, je suis née ainsi ». En guise de « présent » de Noël à ses fans, Gaga annonce sur Twitter lors du jour de l'an, à minuit, la date de sortie de l’album et du premier single. Le tweet stipule que la piste est prévue pour le 13 février 2011 et l’album pour le 13 mai. Accompagnant cette annonce est jointe une photo en noir et blanc dans laquelle Gaga, selon MTV, est « nue à partir de la taille, avec ses cheveux flottant dans le vent et portant une veste où est inscrit le titre Born This Way, décoré de pierres précieuses ». Fin janvier 2011, Gaga divulgue les paroles de la chanson sur le réseau de microblogage Twitter. Le mois suivant, elle annonce que la sortie du titre est avancée de deux jours, et déclare : « Ne peux plus attendre, le single arrive vendredi ». Il sort le 11 février 2011, comme annoncé par l'artiste. Le morceau fait sa première dans toutes les radios du monde à 6 heures, heure de l'Est des États-Unis, le 11 février 2011. Il est disponible trois heures plus tard sur toutes les plateformes de téléchargement légal.

## Composition
Born This Way est écrite par Gaga, Jeppe Laursen, Paul Blair, Fernando Garibay tandis qu’elle est produite par Gaga, Garibay ainsi que DJ White Shadow,. Elle est enregistrée aux studios Abbey Road à Londres et aux studios Germano à New York. La chanson est influencée par des sonorités club, et commence avec la voix de Gaga disant « It doesn’t matter if you love him or capital H-I-M » qui se traduit par « Ça n’importe pas si tu l’aimes ou majuscule L-U-I ». Cette dernière ligne se termine par une boucle alors qu’un tintement de synthétiseur et un bourdonnement de basse font leur apparition. Pendant que les notes synths pénètrent dans le rythme, Gaga entame le premier couplet de la chanson, « My mama told me when I was young / We are all born superstars » qui se traduit par « Ma mère me disait quand j’étais jeune / Nous sommes tous nés en superstars ». La basse perd alors un peu de son incommensurabilité et fait place au refrain, « I’m beautiful in my way, ‘cause God makes no mistakes; I’m on the right track, baby, I was born this way » qui se traduit par « Je suis belle à ma façon, parce que Dieu ne fait pas d’erreurs ; je suis sur la bonne voie, bébé, je suis née de cette façon », dont Jocelyn Vena de MTV parle dans une de ses critiques, affirmant qu’il « est fait pour être entendu dans de grands endroits. C’est rapide et très percutant ». Le refrain est soutenu par des sonorités d’instruments à percussion. Cette dernière partie achevée, Gaga chante la ligne « Don’t be a drag, just be a queen » qui se traduit par « Ne soit pas une traînée, soit simplement une reine », qui est agrémentée par des clappements de mains avant d’entamer le second couplet. Entre ces deux parties est présent un interlude dans lequel Gaga chante les noms de diverses communautés minoritaires. Sal Cinquemani du Slant Magazine trouve que l’interlude est un mélange de la musique générale de Glee et de la piste There But For the Grace of God Go I du groupe Machine. La musique ralentit alors pendant un certain temps, et Gaga y chante une a cappella, peu avant que de l’orgue s’ajoute à l’instrumentation et que le titre se termine avec les chants de Gaga de moins en moins forts. Selon la fiche musicale du morceau publiée sur Musicnotes par Sony/ATV Music Publishing, Born This Way se situe dans une signature rythmique moyenne, avec un tempo dance modéré de 120 battements par minute. La chanson se compose dans la clef de Si majeur, tandis que la voix de Gaga oscille entre les notes de Fa♯3 et Do♯5. Born This Way suit une progression d'accords de Do♯5-Fa♯5-Mi5-Si5 dans les couplets et de Fa♯5-Fa♯-Mi-Si-Sim7-Do♯ dans le refrain.
Les paroles des couplets parlent de l’autonomisation alors que celles du refrain traitent du fait d’être soi-même et de ne pas regretter le passé. La chanson contient les noms de plusieurs communautés minoritaires comme les gays, les lesbiennes et les personnes transgenres, dont Gaga explique sa décision de les mentionner dans Born This Way en disant « J’ai mis mon argent exactement où ma bouche est. Les petits monstres partout à travers le monde, tout comme la communauté gay, m’ont extrêmement soutenue dans les années passées et à mon tour je les soutiens. Parlons sincèrement. Ce n’est pas comme The Fame et The Fame Monster, qui aussi parlaient de ces communautés mais indirectement. C’est ma chance de créer quelque chose qui ne soutienne pas que mes croyances politiques et sociales — cette piste n’est pas seulement pour la communauté gay, mais pour tout le monde. C’est aussi ma chance d’artistiquement dire, « Je ne suis pas dans les sentiers battus avec ce titre ». Je ne tente pas de gagner de nouveaux fans. J’aime les fans que j’ai déjà, et tout cela est pour eux ».
Après la sortie devancée des paroles, Born This Way est critiquée par certaines communautés asiatiques et hispaniques, incluant le Latino Groups MECha et le Chicanos Unidos Arizona, clamant que l’utilisation des termes « chola » et « orient » pour décrire les Latinos et les Asiatiques est offensante et dégradante,,. En réponse aux paroles, Robert Paul Reyes de Newblaze écrit une nouvelle dans laquelle il exprime son opinion. Bien que soutenant les paroles pro-gays, il se questionne sur l’utilisation du terme « chola », demandant « Est-ce que les Latinos sont censés être flattés qu’une célébrité blanche, qui est née dans le luxe, inclut des paroles racistes directement destinées à notre communauté ? Les femmes ne sont pas toutes des ‘cholas’ dans les quartiers hispaniques, certaines sont professeurs, écrivaines, ingénieures, infirmières et même médecins ». Sur le continent asiatique, les stations de radio en malaisiennes ont décidé de retirer les paroles parlant de la communauté LGBT, en raison de censures du gouvernement qui juge cela offensant. Après avoir appris cela, Gaga conseille aux jeunes malaisiens de requérir la version non-censurée de la piste à la radio, déclarant « C’est votre responsabilité et votre devoir, à vous les jeunes, de faire entendre votre voix. Faites tout ce que vous pouvez si vous voulez que votre société soit libre de s’exprimer. Parlez-en, n'abandonnez pas, protestez, mais évidemment, de manière pacifique ».

## Remixes

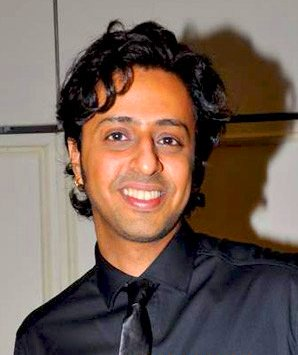
Le producteur indien Salim Merchant affirme que lui et Sulaiman n'avaient rien prévus pour la conception du remix de Born This Way et que l'inspiration est venue spontanément.

Plusieurs remixes sont créés par Interscope Records pour accompagner la piste. Le premier ensemble de remixes est produit par LA Riots, Chew Fu ainsi que DJ White Shadow. Intitulé Born This Way - The Remixes Part 1, il sort sous format de physique ainsi qu’en téléchargement légal le 15 mars 2011. Un autre regroupement de remixes est réalisé par Michael Woods, Grum Dada Life, Zeed, Bimbo Jones ainsi que Twin Shadow. Il sort le 15 mars 2011 sous le nom de Born This Way - The Remixes Part 2. Gaga enregistre également une version Country Road de la piste qui est dévoilée le 15 mars 2011, via sa page Twitter. Cette version s’ouvre sur des notes faites à la guitare puis met en vedette un glissé de ce même instrument ainsi qu’une sibilance d’harmonica alors que le rythme initialement disco est remplacé par une instrumentation faite à la batterie, propageant une impression plus posée et singulière. Lorsque le premier refrain débute, le titre est partagé entre l’enregistrement en direct des chants, la batterie plutôt laconique et l’éloquent son de l’harmonica. Juste avant la fin de la troisième minute du titre, Gaga incorpore quelques nouvelles paroles, « If I wanna make it country, baby, then it's OK, cuz I was born, I was born, I was born this way » qui se traduisent par « Si je veux la faire country, bébé, alors c’est OK, parce que je suis née, je suis née, je suis née de cette façon », qui sont soutenues par une mandoline. Elle ajoute aussi d’autres paroles, « From London, Paris, Japan back to U.S.A. / I was born on the road, I was born to be brave » qui se traduisent par « De Londres, Paris, Japon retour aux États-Unis / Je suis née sur la route, je suis née pour être brave ». Ces dernières paroles sont de genre country-rock et rappellent Bon Jovi dans leurs dernières années de carrière active, selon Gill Kaufman de MTV. Une portion de l’argent engendrée par les ventes de la Country Road Version est distribuée à des associations éducatives gays, lesbiennes et hétérosexuelles (GLSEN).
Une version bollywoodienne du morceau élaborée par les producteurs de musique indienne Salim et Sulaiman Merchant est plus tard publiée. Le remix contient la voix de Sali est révélé officiellement sur DesHits, un site web recouvrant l’actualité dans le milieu du divertissement et de la musique asiatique du sud. Les producteurs sont entrés en pourparler avec Anjula (Archaria-Bat), le chef du site Deshits.com, pour créer et publier plusieurs projets musicaux de Gaga, qui à cette époque n’avait pas encore atteint une imposante notoriété en Inde. Ainsi, le remix de Born This Way est réalisé dans ces conditions. Étant donné que Deshits est une filiale d’Interscope Records, qui elle est une partie de Universal Music — le label de Gaga — les Merchant on put entrés en contact avec le manager de Gaga, Troy Carter. Donc, lorsque les responsables de la médiatisation de Gaga ont décidé de créer une version indienne de la piste, ils ont fait appel aux Merchants. Sulaiman décrit la situation en disant, « Nous avons d’abord envoyé des chants de base à Gaga, puis nous avons complètement construit un nouveau titre. Il n’y avait aucune pause dans la conception et nous avons travaillés sans relâche. Nous lui avons par la suite envoyé un extrait complété du remix pour qu’elle nous fasse savoir si nous étions dans le droit chemin. Elle a adoré et c’est comme cela que nous l’avons conçu ». Les Merchants ont utilisé certains instruments de musique indienne pour concevoir le remix, tels que le dugi, le sitar, dont Sunil Das s’est chargé, et également le dhol ainsi que le dholak dans le refrain. Sulaiman a expliqué plus amplement les détails du remix à Jocelyn Vena de MTV News,

« La version originale de Born This Way est une grande piste, c’est devenu très populaire, et lorsque vous prenez en considération son style, c’est très agressif. Elle possède déjà tout ce qu’il faut pour incarner une chanson de clubs, donc pour nous, le plus important était : Comment transformer le morceau en quelque chose où il est facile de reconnaitre des influences indiennes ? La première chose que nous avons faite est d’y joindre du sitar, et de changer un tout petit peu le rythme. Nous avons gardé l’agressivité qui y était présente, mais modifié le style et ajouté un peu plus de rythme de style house. »

Salim ajoute, « J’y ai mis de l'alaap pour lui donner une nouvelle apparence. L’alaap permet d’adjoindre une touche de Sufi à la piste, et vu le genre de musique que nous réalisons, d’y ajouter notre propre signature. Son équipe de médiatisation nous a contactés et dit que Gaga a apprécié le remix et qu’elle en est plus que satisfaite [...] Nous avons aussi reçu des messages, des textos, et des tweets de la part des gens, ceux-ci nous déclarant qu’ils adorent la chanson. En fait, nous négocions déjà la création d’un autre remix d’une des pistes de Gaga ». La version indienne de la piste est incluse dans certaines éditions de l’album Born This Way.

## Accueil critique

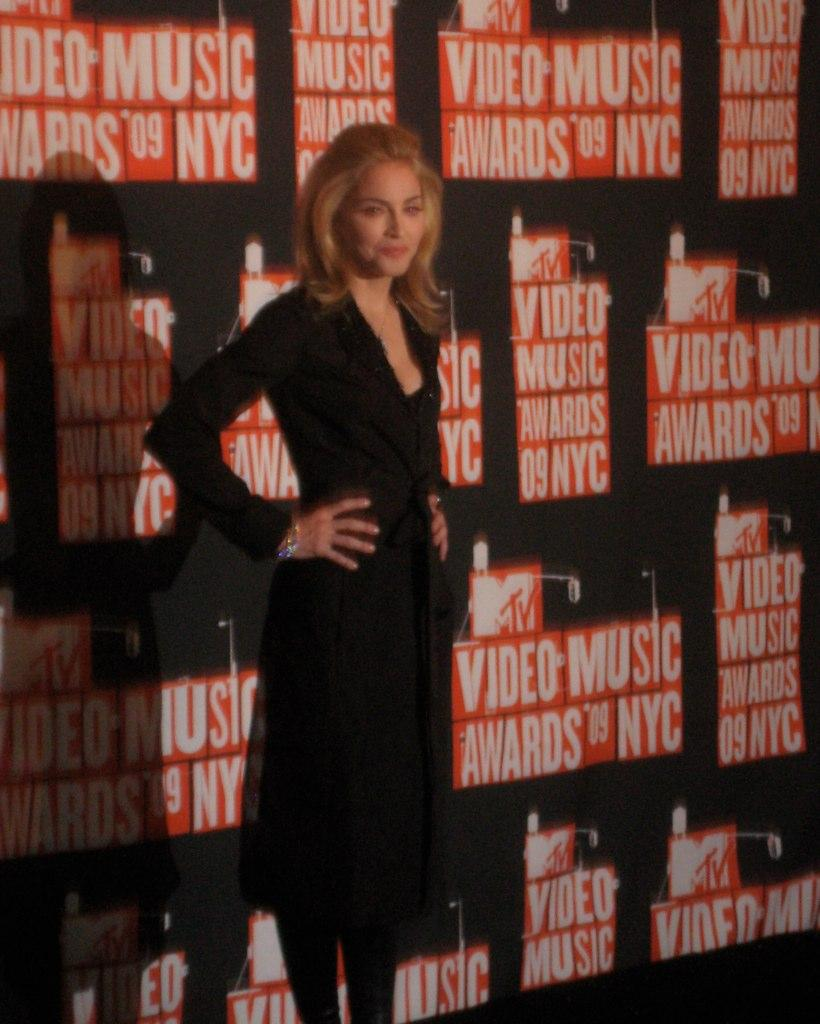
Born This Way est comparé de nombreuses fois avec le single de Madonna sorti en 1989 Express Yourself. Gaga déclare que les ressemblances n’étaient pas intentionnelles.

À la suite de sa sortie, Born This Way est positivement accueillie par les critiques musicaux professionnels. Michael Cragg du The Guardian écrit que la chanson « est un phénoménale, presque disco, hymne qui avec son refrain éboulis les auditeurs, dans lequel la puissance artistique est tel qu’elle pourrait affronter celle de la robe viande. Dans ce ridicule contexte musical, les paroles ne sont pas assez dramatiques pour transmettre adéquatement ce qu’elles suggèrent ». Rick Florino de Artistdirecet donne une note de cinq étoiles sur cinq à la piste, la décrivant comme un « immédiat classique de la pop », déclarant que « personne ne peut interpréter une ligne comme Lady Gaga. Le refrain de Born This Way n’est rien de moins qu’un monstre ». Alison Schwartz du People ajoute que « l’hymne des clubs, parfaitement complète avec ses quelques chants a cappella et ses paroles en italien, prouve la puissance des cordes vocales de Gaga tout en démontrant son incontestable talent de compositrice ». Jen Asward du Billboard donne également un avis positif, faisant l’éloge du titre en disant que « si les fans s’attendaient à quelque chose de gros, d’emblématique de positif et d’inclusif, ils ne seront pas du tout déçus. Born This Way est superbe dans toutes ses facettes : C’est musicalement un bon single avec un rythme entraînant et un message d’amour et de paix qui se mêle à la dance et la pop. Retenez vos souffles dans les prochaines semaines et préparez-vous à l’entendre dans les voitures, à l’ordinateur et la radio ». Nick Levine du Digital Spy donne aussi une note de cinq étoiles sur cinq au morceau, le décrivant comme étant un « hymne de l’affirmation de l’égalité, un son exceptionnellement ajusté pour les clubs et une fantastique chanson pop ». Sal Cinquemani du Slant Magazine certifie qu’ « Il est intéressant que Gaga touche à un sujet réellement spécial, peut-être même important. Le message de la chanson est certainement un de ceux dont le monde a besoin d’entendre plus que jamais. Aucune meilleure connotation ne pourrait être attribuée à la piste ». Meghan Casserly de Forbes atteste que « Born This Way est un des meilleurs titres au monde en plus d’incarner un hymne si parfait — elle a tout ce qu’il faut pour atteindre le summum de la musique. Cet hymne interpellera chaque habitant de cette planète ». Les journalistes de Popjustice remarquent que le morceau est inspiré par plusieurs chansons de Madonna telles que Deeper and Deeper (1993), Express Yourself (1989) et Vogue (1990). Rob Sheffield du Rolling Stone souligne la présence des influences de Madonna, mais exclut le fait qu’elles sont proéminentes à un tel point qu’elles font ombrage à la qualité de la piste. Il commente cela en disant « Born This Way résume tous les complexes de Gaga, toutes ses croyances politiques et religieuses dans un brillant cocktail pop. La chanson est un événement, une déclaration, la piste la plus anticipée dans l’histoire du monde de la musique, ou du moins depuis Hold It Against Me de Britney ».
Plusieurs critiques notent les similarités entre Born This Way et Express Yourself de Madonna. Caryn Ganz, dans un article pour Yahoo! Musique, déplore que la chanson soit « trop retravaillée, trop forgée, bruyante, déjà-vu et vraiment, vraiment peu originale », associant certaines parties de la piste à When Love Takes Over (2010), Waterfalls (1993) et à trois autres titres de Madonna : Express Yourself, Ray of Light ainsi que Vogue. Annie Yuan du The Hollywood Reporter décrit la chanson comme « un méli-mélo de toutes les autres pistes pop du moment ». Kevin O’Donnel du Spin donne une note partagée morceau, déplorant les ressemblances des paroles avec Black or White de Michael Jackson (1990) mais salue le travail Gaga en disant « Vu le battage médiatique causé par la sortie de la piste, tout le monde s’attendait à ce que Gaga produise une chanson épique et un classique du genre A Day in the Life des Beatles ou Bohemian Rhapsody de Queen. Imaginez ce qu’elle aurait pu faire si elle avait passé plus de dix minutes à écrire cette piste ». Megan Friedman du Time et Marissa Moss du The Huffington Post certifient que les critiques sont « mixes » étant donné les ressemblances avec Express Yourself,. Neil McCormick du The Daily Telegraph remarque que la nature imitative du titre affecte la perception artistique des gens à propos de Gaga, attestant que le morceau est « initialement une sorte de remake d’Express Yourself de Madonna avec une touche de Vogue, le tout ressemblant un peu trop à La Madonne, surtout venant de la part de quelqu’un qui tente d’établir sa propre identité en tant que la nouvelle Madonna ».
Ann Powers du Los Angeles Times conclut que Born This Way transmet un message totalement différent des chansons de Madonna et la défend en disant « Affirmer que Born This Way ressemble un peu trop à une autre piste de Madonna est totalement sans fondement; tout ce qui est actuellement produit dans le monde de la musique pop n’est-il pas que du recyclage ? ». Sheffield ajoute « Vous pourrez vous plaindre autant que vous voudrez du fait que le morceau est légèrement trop proche de Express Yourself, qui est en fait tout simplement une copie de Respect Yourself des Staple Singers ». Gaga commente elle-même les comparaisons faites avec ce dernier titre de Madonna en expliquant qu’elle « a reçu un courriel de l’équipe de Madonna dans lequel ils m’envoient tout leur amour et soutiennent le single [...] Si la Reine dit que c’est correct, alors c’est correct ». CNN rapporte plus tard que le manager de Madonna « ne savait pas qu’elle avait contacté Gaga ». Deux mois plus tard, Gaga revient sur le sujet dans une interview avec le magazine NME. Elle élabore sur les comparaisons avec Express Yourself en affirmant,

« Pourquoi essayerais-je de sortir une chanson en pensant que je réussirais à escroquer tout le monde ? C’est absurde. Je vais vous regarder droit dans les yeux et vous confirmer que je ne suis pas assez inintelligente et folle pour croire que vous êtes assez inintelligent et fou pour ne pas voir que je n’ai pas volé la mélodie de Express Yourself. Si vous mettez les chansons l’une à côté de l’autre, la seule ressemblance est la progression des accords. En fait, c’est la même qui est utilisée dans la musique disco depuis cinquante ans. Je ne suis pas une plagiaire simplement parce que je suis la seule artiste depuis vingt-cinq ans à avoir pensé à la mettre dans les radios du top 40. Cela signifie que je suis plutôt intelligente. »

En France, les radios s'y intéressent très rapidement, mais c'est une version radio qu'on pourra entendre. C'est un remix. Virgin radio, NRJ et FunRadio seront celles qui soutiendront le morceau.

## Performance dans les hit-parades
Dans la semaine du 26 février 2011, aux États-Unis, Born This Way entre dans le Billboard Hot 100 à la première position. La chanson devient par le même fait le 1000e numéro un de ce dernier hit-parade, en plus d’être le dix-neuvième titre à s'y classer directement à la première place. Le morceau se vend à 448 000 copies numériques en trois jours, devenant la chanson faite par une artiste féminine la plus téléchargée en une semaine. L’enregistrement fait suite à Hod It Against Me de Britney Spears. Le single trône toujours sur le palmarès américain la semaine suivante, se vendant à 509 000 copies en sept jours, devenant la première piste à se positionner instantanément au premier numéro et à y rester une seconde semaine depuis 2003, brisant le record établi par Clay Aiken avec This is The Night,. Subséquemment, la piste reste à cette même place pendant six semaines consécutives, étant ainsi la seule chanson à débuter au premier rang et à y rester pour au moins un mois depuis Candle in the Wind 1997 de Elton John, en 1997. Born This Way bat également le record du titre vendu le plus rapidement sur iTunes, s’écoulant mondialement à un million de copies. Selon Nielsen Soundscan, au total, plus de 2,5 millions d'exemplaires numériques du morceau se sont vendus aux États-Unis,. Lors de la première semaine de sa parution, le disque physique de la chanson s’est vendu à 24 000 copies et au total depuis sa sortie à 40 000.

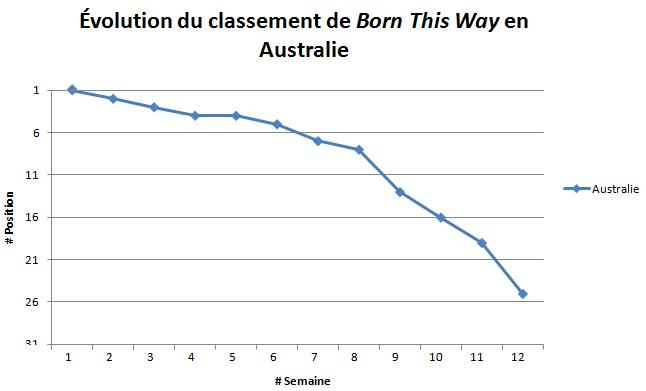
Évolution du classement de Born This Way en Australie, retraçant les douze premières semaines de classement de la chanson.

La chanson entre au 14e rang du Billboard Pop Songs, ayant été diffusée 4 602 fois lors de ses trois premiers jours de vente, ce qui en a fait la piste la plus diffusée lors d’une première semaine depuis la création des radios. Il s’agit également de la seconde plus haute apparition dans l’histoire ce hit-parade, se plaçant derrière Dreamlover de Mariah Carey (1993), qui avait entamé sa montée au 12e numéro. La semaine suivante, la chanson entre dans le top 10 du Pop Songs, touchant la sixième position. Lors de sa septième semaine dans le palmarès, Born This Way se positionne à la première place du hit-parade, devenant le septième numéro un de Gaga dans le Pop Songs, égalant les records de Pink et Rihanna. De plus, le morceau touche une audience de 78,5 millions de personnes lors de la première semaine de sa diffusion, débutant au sixième rang du Radio Songs, devenant le single le plus diffusé en une semaine et surpassant donc All for You de Janet Jackson (2001) qui de son côté avait touché une audience de 70 millions de personnes. Quelque temps plus tard, le titre trône sur le palmarès, devenant le second numéro un de Gaga dans le Radio Songs après Paparazzi. Globalement pour les classements de Billboard, Born This Way se classe à la 11e position du Adult Top 40, à la 11e du Adult Comtepory, à la première du Hot Dance Club Songs, à la 10e du Latin Pop Airplay et à la première du Japan Hot 100,. Au Canada, Born This Way se positionne à la première place du Canadian Hot 100, totalisant sept semaines à ce rang.
Le 20 février 2011, le morceau entre à la première place du ARIA Singles Chart, le hit-parade australien, devenant le troisième numéro un de Gaga dans ce pays. Il devient également le single s’étant classé à la première place de ce pays ayant accumulé le plus de ventes lors de la semaine de son apogée. Born This Way est certifié double disque de platine par l’Australian Recording Industry Association, en abrégé ARIA, pour ses 140 000 copies écoulées.
Le titre se classe à la première place du RIANZ, le palmarès néo-zélandais, devenant le second numéro un de Gaga à cet endroit depuis Poker Face (2008). Il est certifié platine par la Recording Industry Association of New Zealand, aussi appelée RIANZ, pour ses 15 000 exemplaires vendus. Au Royaume-Uni, la piste se vend à 60 000 exemplaires numériques lors de sa première semaine de parution, débutant à la troisième place du UK Singles Chart, ce qui reste son apogée. Ailleurs, la chanson débute aussi au numéro un des hit-parades espagnol, finlandais, irlandais et néerlandais,,,. D’autre part, la piste entame son ascension à la deuxième place en Italie, en France, en Suède, en Norvège, en Autriche, en Allemagne, et en Belgique néerlandaise,,,,,. De plus, elle fait sa première apparition dans le classement danois à la quatrième position, puis touche la première la semaine suivante. Born This Way entre également dans le top cinq en République tchèque ainsi qu'en Hongrie et trône sur le palmarès sud-coréen,,.

## Vidéoclip

### Développement
Le vidéoclip est tourné lors du week-end du 22 au 24 janvier 2011. Il est décrit comme étant « profond, tant inspirant et incroyablement esthétique ». Il est réalisé par le photographe Nick Knight. Le maquilleur Billy Brasfield, qui a travaillé avec Gaga dans tous ses clips, décrit celui de Born This Way comme « la plus belle chose jamais créée ». Expliquant le procédé de conception de la vidéo, Gaga affirme que « Le clip de Born This Way est complètement différent de tout ce que j’ai fait jusqu’à présent [...] c’est la naissance d’une nouvelle race. Tout cela est réellement un travail intense ». La chorégraphe Laurieann Gisbon déclare dans une interview pour MTV News que la vidéo « change la vie de quiconque l’écoutant. Vous pouvez vous attendre au plus haut niveau artistique de musique et de danse… mais peu importe votre appréciation, vous serez choqués ». Dans un de leurs articles, le site Hollywodlife rapporte que Gaga a passé la première semaine de février à réaliser le montage de la vidéo dans un hôtel de New York. Les journalistes élaborent en disant « L’équipe de Gaga a loué deux suites à l’hôtel Greenwich dans le but d’y faire le montage du vidéoclip. Toutefois, la chanteuse ne travaille que la nuit, de 10:30 pm à 7:00 am étant donné qu’elle consacre la totalité de ses journées à la répétition de la performance des Grammys ». Le vidéoclip a été tourné pendant une période consécutive de quatre journées à New York. Il est dévoilé que pendant le tournage, Gaga se présentait aux autres en tant que Jo Caledrone, le mannequin masculin dont elle a pris l’apparence en septembre 2010 dans le cadre d’un article pour le magazine Vogue Hommes Japon. Fernando Garibay a attesté que le clip « est une manifestation culturelle qui j’espère aidera les gens qui sont réprimés et victime d’intimidation à se relever. Il a aussi pour but de transmettre à ses mêmes gens qu’être soi-même est une bonne chose ». Gaga certifie qu’elle a puisé son inspiration pour la réalisation du vidéoclip dans les peintures de Salvador Dalí et Francis Bacon, ainsi que dans leur représentation surréaliste de la vie. Laurieann Gisbon élabore sur le sujet dans une interview pour MTV News,

« Lorsque Gaga m’a fait écouter le morceau, j’ai pris beaucoup de temps avant de me créer une interprétation visuelle de la chanson que je pourrais lui présenter. Un soir, je me suis réveillée et je l’avais, alors je me suis dit: ‘Je l’ai, nous devons donner naissance à une nouvelle race’. [...] Lorsque j’en ai parlé à Gaga, elle m’a tout de suite dit quelque chose comme : ‘Je veux Nick Knight pour ce vidéoclip. Je veux un visuel’. Elle a toujours eu tout un fourmillement d’idées visuelles dans sa tête, et bien évidemment Nick Knight est parfait pour les représenter, il est prolifique tout en restant un génie. Ce clip est justement à propos de ce qu’un vidéoclip peut et devrait représenter, être. [...] C’est un moment différent; c’est une aire différente; il n’y a pas de limites. C’est un message viral. Je pense que dans ce clip, il y a quelque chose de plaisant pour tout le monde, et c’est pourquoi le clip est si magnifique et transmet à merveille le message de la chanson. »

Gisbon déclare qu’elle a dû perfectionner la manière de danser de Gaga étant donné la complexité des chorégraphies de la vidéo. Elle décrit la situation en disant « Cela a pris deux jours en plus de nombreuses contraintes comme Gaga voulait être à New York à chaque moment où elle travaillait sur l’album ». Elle ajoute que pour faire Gaga une meilleure danseuse, elle a dû lui « imposer un processus rigoureux et la rendre confiante en elle-même. Je lui ai par la suite montré quelle danse j’espérais qu’elle fasse pour le clip. Dans cette chorégraphie, il y beaucoup de dépassement de soi-même, de nouveau matériel. Il y a aussi beaucoup de repoussement des limites. C’est très symbolique ». Gisbon affirme que Gaga choisit New York pour tourner le vidéoclip parce que « C’est l’endroit où tout a commencé. C’est l’endroit où elle est née. C’est l’endroit où ma danse a vu le jour. New York possède quelque chose de si puissant à propos de la création ». Avant d’entamer le tournage, Gisbon et Gaga s’entendent pour dire qu’il y a un seul endroit pour travailler dans l’avant-garde et pour bâtir la routine plutôt moderne de la chorégraphie du vidéoclip, Alvin Ailey, où Gisbon a étudié la danse. Elle annonce qu’elles « ont répété là-bas car la chorégraphie est spécifiquement basée sur l’avant-garde. C’est sans doute la danse la plus technique et complexe que Gaga ait fait ». Gisbon ajoute que « L’introduire dans le vrai monde de la danse et pousser ses habilités chorégraphiques était un moment mémorable. Nous avons tourné la vidéo à Brooklyn pendant deux jours alors qu’il neigeait et faisait froid. En plus de cela, nous avons dû garder secret l’emplacement du tournage, et nous avons assez bien réussi mis à part au dernier jour où un paparazzi rôdait aux alentours du studio. Nous avons également dû construire des murs un peu partout et fréquemment changer l’endroit du tournage comme Gaga était si passionnée dans la création de ce clip et ne voulait pas que ses fans le voient avant qu’il soit tout à fait prêt ».
Les costumes de la vidéo sont conçus par Nicola Formichetti, qui a annoncé via son blogue quels designers ont assisté la fabrication des pièces de vêtement présentes dans le clip. Lors de la première séquence de la vidéo, Gaga est vêtue d’une coiffe construite par Alexis Bittazr, un couvreur de coup signé Erickson Beamon accessoirisé par des boucles d’oreilles de Pamela Love ainsi qu’une robe de style vitrail faite par Petra Storrs. En plus de cela, Gaga porte de nombreuses bagues de Erickson Beamon et une mousseline de soie cousue par Thierry Mugler. Dans la scène où elle joue le rôle du squelette, accompagnée par Rick Genest, elle est vêtue d’un smoking Mugler, tout comme Genest. Pour la scène de l’orgie, elle porte un ensemble de vêtements faits par Bart Hess. Pour la scène finale inspirée par Michael Jackson, Gaga est habillée d’un chandail et d’un pantalon tous deux conçus par la Haus of Gaga, de chaussures faites par Natacho Marro, d’une ceinture signée Billykirk ainsi que de gants LaCrasia. Lors de la dernière séquence, la licorne est une courtoisie de Jennifer Berh. En ce qui concerne les figurants, Rick Genest (Rico), plus connu sous son nom de scène Zombie Boy, fait une légère apparition. Dans une des scènes, Gaga peint sa figure d’une manière similaire à celle de Genest. Elle affirme que cette séquence représente le fait qu’elle ne permet pas à la société de dicter ce qu’est la beauté. Elle ajoute « Je vais vous dire ce que je pense qu’est la beauté; dans la scène où moi et Rico sommes, nous définissons d’une manière artistique la beauté, sans se fier des normes imposées par la société ».

### Synopsis

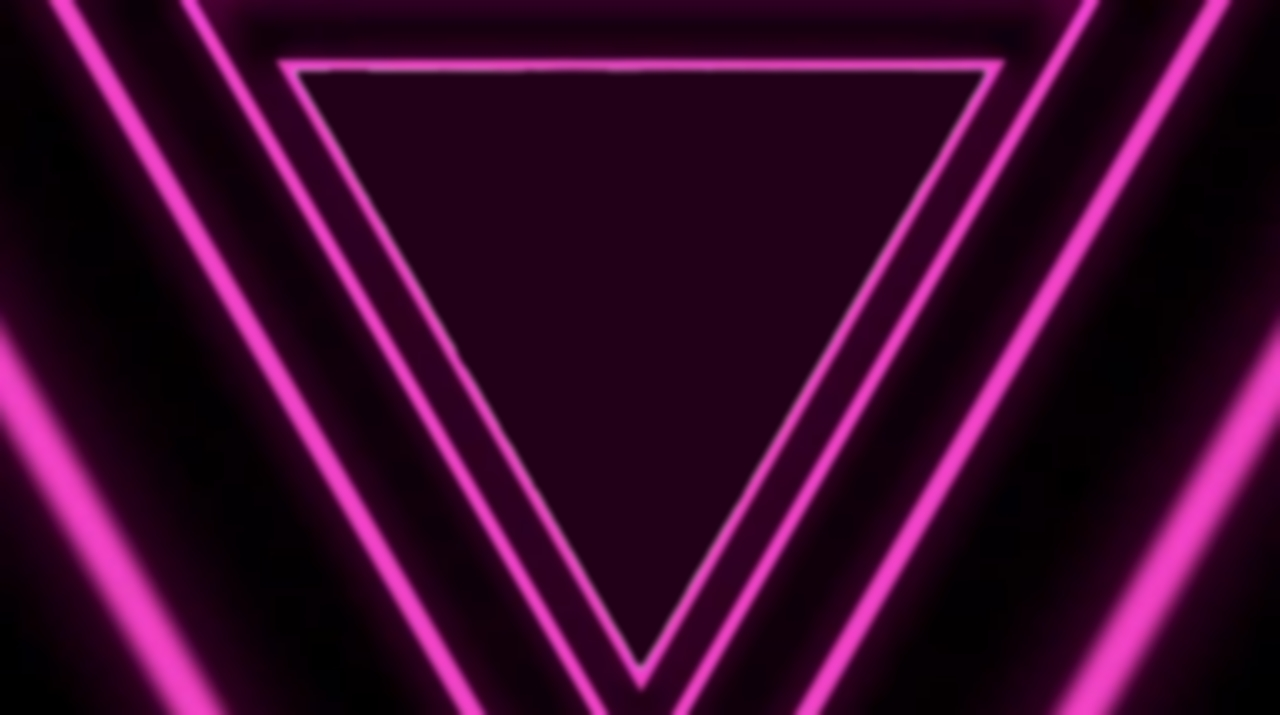
Plusieurs triangles roses, dont ceux-ci, figurent dans le vidéoclip de Born This Way. Ils symbolisent la fierté homosexuelle depuis qu'ils ont été utilisés par les nazis pour marquer les prisonniers homosexuels dans les camps de concentration.

Le vidéoclip sort le lundi 28 février 2011. Il commence avec un bref plan conditionné dans un cadrage rose en forme de triangle rmontrant une silhouette de licorne surplombant sur la vue d’une ville. Le triangle rose marque alors une transition sur une scène où Gaga est assise sur un cube de verre géant situé dans l’espace, qui est particulièrement étoilé. Tandis que le générique du film Sueurs froides d'Alfred Hitchcock composé par Bernard Herrmann joue, Gaga déclare « Ceci est le manifeste de Maman Monstre » puis entame le prologue de la vidéo — une histoire racontant la création d’une race extraterrestre qui « ne porte aucun préjugé, aucun jugement, mais une liberté infinie ». Gaga est montrée devant une planète assise sur son trône où elle subit une lithotomie à la suite de l’accouchement d’une « nouvelle race au sein de l’humanité ». Toutefois, continuant ses dires, Gaga explique que le même jour une autre nouvelle race est née, celle du diable. À cause de la naissance du diable, Gaga est divisée en deux et ne sait plus de quel côté s’allier entre celui du bien et celui du mal. Elle se sépare donc en deux. Sa nouvelle moitié donne par la suite naissance à un fusil et commence à tirer. Le prologue se termine sur un plan montrant Gaga disant « Comment puis-je protéger quelque chose d’aussi parfait sans faire le mal ? ».
Au moment où la chanson commence, une nouvelle scène s’ouvre où plusieurs personnes sont agenouillées, immobiles, toutes placées en rangées bien organisées dans un lieu noir semblant sans fin. Gaga apparait en soutien-gorge et sous-vêtements noirs tout en portant des prothèses au niveau des épaules et du visage. Elle commence à marcher d’une manière excentrique à travers les rangs tout en soulevant ses jambes pour ne pas accrocher les gens, avant d’à son tour s’agenouiller et se joindre à eux, en plus de pencher sa tête vers le sol. Lorsque le premier couplet débute, toutes les personnes se relèvent et commencent à danser une chorégraphie élaborée. La scène alterne entre celle de Gaga et ses danseurs ainsi qu'une autre où elle chante sur son trône dans l’espace. Le deuxième couplet entamé, Gaga et le mannequin Rick Genest sont présents dans une nouvelle scène et sont tous les deux vêtis d’un smoking. Supplémentairement, Gaga est maquillée d’une façon à imiter les tatouages de Genest, qui possèdent plusieurs similarités avec les caricatures de zombie. D’autres séquences montrent Gaga carressant Genest et tentant de danser avec lui malgré son immobilité presque constante. À l’instant où le refrain reprend pour la seconde fois, Gaga chante dans une salle à miroirs, tandis que sa tête est placée dans une boîte autour de laquelle d’autres boîtes contenant des têtes de mannequins sont présentes. Dans la séquence suivante, un retour à la scène de la naissance est effectué. Dans celle-ci, Gaga permet à de plus en plus d’extraterrestres de voir le jour. Quelques autres routines chorégraphiques sont dansées par Gaga et les gens l’accompagnant, puis, alors que le titre se termine, ils se réunissent tous en formant un cercle puis se donnent une accolade.
À la fin du clip, la silhouette d'une personne gantée danse dans la ruelle de l’introduction et rend un hommage à la vidéo The Way You Make Me Feel de Michael Jackson. La silhouette se révèle être Gaga — son visage est grandement modifié avec de nombreuses prothèses, des yeux d’une couleur braise, des cheveux inégalement coupés et un léger espace Madonna-esque entre ses deux dents incisives. Elle verse une larme tout en préservant un regard joyeux. C’est alors que le triangle rose apparait de nouveau, et à l’intérieur se trouve Gaga assise sur le dos de la licorne montrée au commencement du vidéoclip. Un arc-en-ciel couronne par la suite les sommets de la ville. Gaga, habillée et maquillée de la même façon que dans la scène où Rick Genest figure, apparaît encore dans le triangle, mâchant une gomme à mâcher puis faisant une bulle avec cette dernière. Le triangle se referme ensuite.
Une version alternative fuite en mai 2021 comprenant que des scènes inédite, coupés au montage.

### Réception

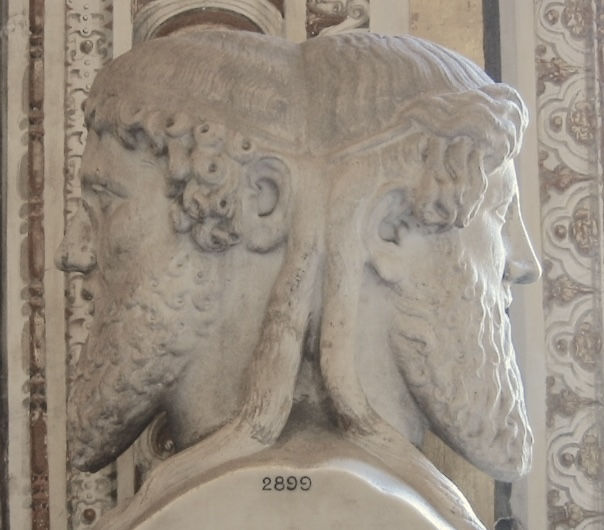
Le vidéoclip de Born This Way contient quelques références à la mythologie grecque, entre autres au dieu Janus, qui est montré au commencement du vidéoclip.

Le vidéoclip est positivement reçu par la plupart des critiques musicaux professionnels. James Montgomery de MTV salue le concept général de la vidéo. Dans un article, il écrit que « Born This Way [...] représente tout à fait l’art du spectacle. D’une part dans une odyssée au milieu de l’espace et d’une autre mettant en scène des naissances créationnistes, le clip emmène à la création, non seulement d’un nouvel univers, mais aussi d’une nouvelle race humaine. Tout cela a d’une certaine façon une logique bien répartie, mais d’une autre façon aucune, toutefois, il est totalement certain que cela n’a pas d’importance. Le clip montre Gaga à sa meilleure, sa suprême, sa plus supérieure et inégalable forme »". En conclusion à sa critique, il affirme que « Cela est à moitié fantaisiste et à moitié réel. C’est à propos du futur et du passé [...], mais la connotation du clip n’est rien en comparaison à sa grandeur. Et encore une fois, cela est parfaitement sensé, car après avoir dominé ce monde, Lady Gaga semble démontrer avec Born This Way qu’elle peut tout simplement se contenter d'innover et créer. Souhaitaons la bienvenue à notre nouvelle suzeraine musicale ». Myrddin Gwynedd du The New Zealand Herald déclare que Gaga « donne raison à son penchant excentrique et provocateur avec l’imagerie du clip de son nouveau single ». Raphael Chestang d’Entertainment Tonight salue également la vidéo en disant « De sexy en lingerie à morbide en smoking, Gaga et ses danseurs offrent une éblouissante performance avec cette nouvelle vidéo ». Monica Herrera de Billboard atteste que le vidéoclip récolte plusieurs similarités avec les clips de Vogue et Borderline (1982), ajoutant tout de même que la vidéo de Born This Way « est plus un mini-film haute couture qu’un vidéoclip conventionnel ».
Jim Varber du New York Daily News note que « Cela aiderait si Gaga ajoutait un peu plus d’humour à sa vidéo. La plupart des choses qui s’y trouvent sont involontairement intéressantes. En plus de ça, la danse et la chorégraphie du clip ne permettront pas à Gaga de faire tomber Madonna dans l’ombre. Heureusement, aucun de ses défauts n’est proéminent. La photographie du clip est particulièrement bien réalisée et donne un joyeux rendement tout en incarnant l’élément clé de la piste elle-même : la créativité ». Oscar Moralde du Slant Magazine souligne que dans le vidéoclip, « Gaga prend le rôle d’une personne affichant les pires facettes d’elle-même. Elle a déjà joué le personnage de Mère Monstre auparavant, mais jamais de manière si viscérale, à un tel point où connaître quel personnage elle est se révèle ne pas être un défi. Les choses qui sont monstrueuses, les choses qui sont différentes — pour Gaga, ce genre de choses sont les plus belles ». Gina Serpe de E! Online critique la vidéo pour être « un remake de Madonna » alors que Matthew Perpetua du Rolling Stone souligne également les ressemblances du clip avec le travail de Madonna ainsi que la cinématographie du film allemand sorti en 1927, Metropolis,. Ann Powers du Los Angeles Times remarque l’hommage rendu à Dieu et au féminisme. Elle ajoute que « Dans un mouvement de véhémence anti-séparatiste actuelle, même apolitiquement ‘post-féministe’, Gaga salue l’accessibilité de la culture divine en réunissant un ensemble d’images artistiques et cinématographiques ainsi qu’en mentionnant quelques sous-cultures (son partenaire dans les séquences à la Vierge noire, par exemple, n’est pas un exemple religieux ou une battante féministe, mais plutôt un homme extrémiste tatoué pour le restant de sa vie se proclamant Zombie Boy). Gaga a trouvé la façon de mettre à l’avant et de garder comme thème central l’autonomisation des femmes tout en restant une fille à papa et un sex-symbol. Megan Powers du Time critique négativement la vidéo en disant « À peine la semaine dernière, NewsFeed s’inquiétait de savoir si Lady Gaga avait laissé de côté son talent pour la provocation. Ainsi, elle nous prouve que nous avions totalement tort à son sujet grâce au vidéoclip de sou plus récent single, Born This Way, qui toutefois, admettons-le, met à l’avant le côté très très étrange de Gaga ». Le clip possède de nombreuses références culturelles et similarités artistiques, non seulement avec des icônes de la musique telles que Madonna et Michael Jackson, mais aussi à la mythologie grecque, au surréalisme et au travail du défunt styliste et couturier Alexander McQueen.
En France, les chaînes M6 Music et CStar le diffuse en journée avec une signaletique « Deconseillé aux moins de 10 ans ». Pareil pour Trace Urban qui floutte également certaines scènes. Les autres chaînes le diffusent normalement.

## Interprétations en direct

Gaga chantant Born This Way lors du Monster Ball Tour en mars 2011 aux États-Unis, en Californie.

Le 9 février 2011, dans un épisode du The Ellen DeGeneres Show, DeGeneres, accompagnée de Justin Bieber ainsi que James Blunt, a interprété sa propre version de la piste, improvisant la musicalité et chantant le refrain en chœur. À la suite de cette performance, Gaga confirme dans un appel avec Ellen DeGeneres qu’elle jouera Born This Way le 13 février 2011 aux 53e Grammy Awards. Cette journée arrivée, Gaga pénètre à la cérémonie des Grammy Awards dans un vaisseau géant incubateur qui lors du tapis rouge est soulevé sur un chariot par des mannequins. Avant d’entamer sa marche sur le tapis, Gaga envoie un message sur Twitter disant « Cela est Nicola, Haus of Gaga: Gaga est en incubation. La performance de ce soir est collaboration avec Hussein Chalayan et la House of Mugler. X ». Arrivée sur scène, elle émerge d’un autre vaisseau encore plus imposant et est coiffée d’une queue de cheval, vêtue soutien-gorge de couleur dorée et d’une jupe de la même nuance tandis que son maquillage est uniquement composé de teintes de noires et de dorées, en excluant les prothèses qui ornent son visage et ses épaules,. De leur côté, les danseurs de Gaga sont habillés de tuniques d’une couleur similaire. L’interprétation de Born This Way est introduite par Ricky Martin. Dans les premières secondes, Gaga brise son œuf après avoir chanté les premières lignes de la piste (« It doesn’t matter if you love Him, or capital H-I-M »). Sa sortie du vaisseau incubateur symbolise sa renaissance. Après le premier refrain, Gaga secoue ses cheveux d’une manière semblable à celle de Willow Smith. Précédant le chant de la ligne « No matter gay, staight or bi », un orgue apparait sur la scène. Gaga se dirige alors vers sa direction et joue quelques notes. L’instrument est accessoirisé de têtes de mannequins conçues d’une sorte de gel. Le solo à l’orgue terminé, les danseurs de Gaga l’encerclent puis continuent la chorégraphie,. Le rythme disco du morceau reprend ensuite et ses danseurs retirent leur tunique tout en continuant la danse. Avant de quitter la scène, Gaga met son chapeau tandis que la piste se termine graduellement et que ses danseurs concluent la chorégraphie en brandissant leurs mains vers le haut.

Gaga chantant Born This Way tout en jouant de l'orgue lors du Monster Ball Tour en mars 2011 aux États-Unis, en Californie.

Selon Gaga, la « performance des Grammy est à propos de plusieurs choses, mais ultimement la chanson Born This Way... est visuellement, thématiquement, et parolièrement sur la naissance d’une nouvelle race, donner naissance à une race qui se différencie des races déjà existantes dans la culture humaine — une race qui ne possède pas de préjugées et qui ne juge pas. L’entière interprétation est une version grégorienne d’Alvin Ailey, a une touche d’énergie à la Martha Graham tout en transmettant un message en elle-même »". Lors du The Tonight Show with Jay Leno, elle affirme que la pièce de vêtement noire conçue par Thierry Mugler qu’elle a portée à la cérémonie est « inspirée par une femme humanoïde sexuelle ». Elle ajoute que Willow Smith est à l’origine « du mouvement dans lequel je secoue mes cheveux ». Gaga explique également que l’œuf, de son vrai nom le vaisseau, signifie une déclaration artistique et incarne lui aussi la naissance d’une nouvelle race née sans préjugés. Dans une interview pour le magazine Billboard, elle déclare que cette idée de renaissance lui est venue à l’esprit dans son autobus de tournée à Amsterdam. Gaga ajoute que même la couleur de ses cheveux, qui sont de couleur rose, représente une déclaration, une après-naissance. Elle élabore en disant « La chose que je déteste le plus à propos de chanter lors des cérémonies est que cela peut me mener vers un mauvais objectif... Je veux exister uniquement pour mes fans et pour la scène. Je ne veux pas exister pour cette machine ou ce cirque qu’est l’industrie. Ainsi, j’ai émis l’hypothèse que je devrais m’interner dans l’œuf pendant trois jours, dans le but d'uniquement penser à ma performance, penser à l’album, penser au futur de mes fans. C’est donc ce que j’ai fait ».

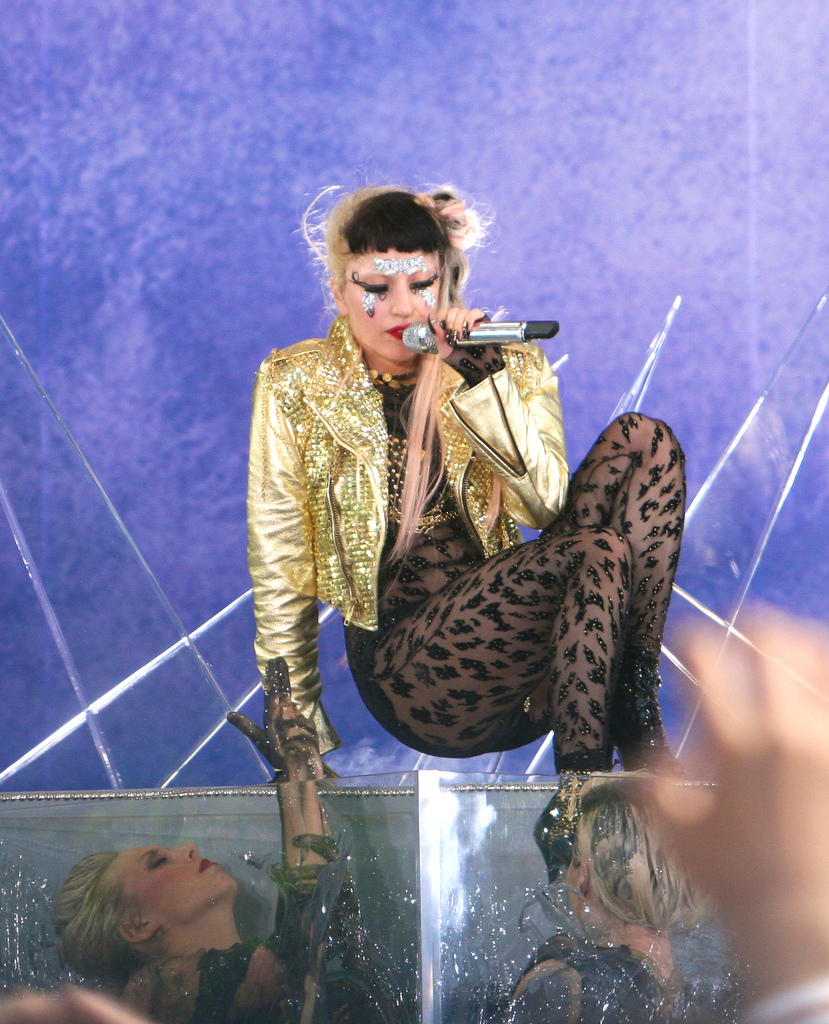
Gaga en mai 2011 interprétant Born This Way sur le plateau de Good Morning America dans le cadre des Summer Concert Series.

Jocelyn Vena de MTV note que « la performance est étonnamment plus terre-à-terre que ce que réalise habituellement Gaga, permettant ainsi à son tout nouveau single, Born This Way, de briller de tout son éclat ». Soraya Roberts du New York Daily News est déçue par l’interprétation, trouvant qu’elle est plagiée de Madonna. Elle affirme que « Malgré le buzz viral créé par l'œuf, la performance de Born This Way signée par la chanteuse de 24 ans semble — tout comme son nouveau single — une pâle copie de Madonna. Avec une chorégraphie évidemment inspirée par la tournée Blond Ambition Tour, Gaga a tenté le tout pour le tout en essayant de choquer avec quelques — préparez-vous bien — sous-vêtements de couleur chair ». Jason Lipscult du Billboard décrit l’interprétation comme étant « spirituelle », soulignant que « la pop star a créé un moment plus mémorable avec son apparition sur le tapis rouge dans son œuf géant qu’avec sa performance de Born This Way, qui est restée dans l’ombre ». Jennifer Armstrong d’Entertainment Weekly salue l’interprétation, écrivant « Était-ce une sorte de mash-up entre Express Yourself et Vogue, particulièrement dans la partie rap du milieu ? Bien sûr. Mais il y a de pires choses dans le monde. Avons-nous eu aussi droit à une folle Gaga pianotant sur un orgue et se regardant sauvagement dans un miroir ? Oui, mais il y a encore une fois de pires choses dans le monde. En bref, la performance a su contenir une judicieuse utilisation de l’œuf géant tout en démarrant la soirée du bon pied ». Matthew Perpetua du Rolling Stone atteste qu’ « Il n’y a aucune surprise au fait que la performance de Lady Gaga sur son nouveau single Born This Way est le meilleur événement visuel et le plus étrange moment du spectacle ».
Le 19 février 2011, lors d’une représentation du The Monster Ball Tour, après avoir fait une légère allusion lors de la performance de Bad Romance concernant une possible surprise (« Vous feriez mieux de ne pas quitter la salle lorsque cette chanson sera terminée, il pourrait y avoir une surprise »), Gaga interprète Born This Way lors de la seconde partie de l’encore et reproduit globalement la chorégraphie de l’interprétation des Grammy Awards. Toutefois, le vaisseau incubateur ne fait pas partie de la performance et les costumes des danseurs sont légèrement modifiés. Le titre est ensuite ajouté à tous les concerts restants de la tournée. Tris McCall du The Star-Ledger est impressionné par la performance, affirmant qu’il s’agit d’un des meilleurs moments du spectacle. Il ajoute que « la réinterprétation du single, qui est bien plus Laura Nyro que Madonna, marque tout de même une amélioration par rapport à la précédente performance du titre qui était robotique et retouchée à un tel point qu’il en devenait difficile de ne pas se demander s’il serait utile de réenregistrer la version studio de la piste avant la sortie de l’album ». Le 5 mai 2011, Gaga interprète une version acoustique du morceau ainsi que Yoü and I au The Oprah Winfrey Show. Assise sur un haut tabouret, Gaga — vêtue d’un veston de cuir rouge, d'un chapeau tombant noir et de collants léopardés — joue Born This Way à l’aide d’un piano, qui est inséré dans une sculpture géante en forme de talon aiguille. L’interprétation terminée, elle retire sa coiffe puis, avec une transition réalisée avec des notes de synthétiseurs, commence à chanter Yoü and I. La sculpture en forme de talon haut est conçue par la sœur de Gaga, Natalie.
En mai 2011, Gaga interprète Born This Way pour conclure l’émission The Graham Norton Show, tandis qu’elle introduit l’événement Radio 1’s Big Weekend à Carlisle en chantant la piste,. Lors de cette dernière performance, Gaga émerge d’un cercueil en étant vêtue d’un ensemble de cuir accessoirisé par un faux ventre de femme enceinte. Elle commence à chanter le titre, puis ses danseurs lui retirent son faux ventre pour dévoiler une nouvelle tenue de cuir. Gaga interprète également Born This Way lors de la finale de la saison de Saturday Night Live le 21 mai 2011. Elle y est habillée d’une veste métallique et coiffée avec une queue de cheval sur le côté. Au milieu de sa performance, elle est entourée par ses danseurs et retire son faux ventre pour exécuter une chorégraphie.Le 27 mai 2011, Gaga interprète la piste dans le cadre du Summer Concert Series organisé par Good Morning America. Gaga y est vêtue de cornes dorées et d’une veste à paillettes de la même couleur. À la fin de la performance, elle rejoint certaines de ses danseuses dans un bocal contenant 1800 livres de gelée noire et blanche.

## Reprises

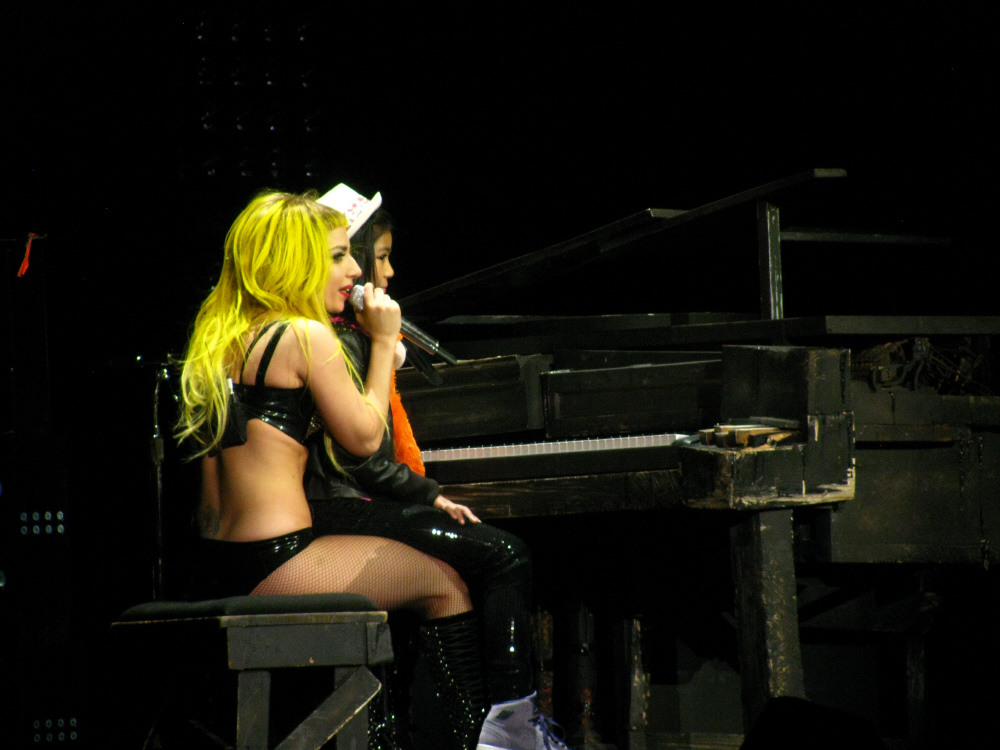
Maria Aragon assise sur les genoux de Gaga, toutes deux jouant du piano et chantant une version acoustique de Born This Way lors du Monster Ball Tour en mars 2011 au Canada, à Toronto.

L e 3 mars 2011, lors d’un concert à Toronto, au Canada, Gaga interprète le morceau avec une jeune fille de dix ans nommée Maria Aragon. L'artiste l'a découverte grâce à une vidéo publiée sur le site d'hébergement de vidéos YouTube dans laquelle Aragon chante Born This Way au piano, et a invité la jeune fille à la rejoindre sur scène durant l'un des concerts canadiens de sa tournée. Coiffée d’un chapeau en feutre, Aragon monte sur scène avec un singe en peluche. Gaga l’assoit sur ses genoux, puis elles interprètent Born This Way au piano en se partageant les couplets. Gaga affirme au public canadien que « Maria incarne le sujet de cette chanson. Il s'agit de la prochaine génération et du futur ». Aragon interprète également le titre sur le plateau du Ellen DeGeneres Show.
La chanson est également reprise par l’artiste Katy Perry le 7 mars 2011, lors du concert parisien de sa tournée California Dreams Tour. Perry joue une version dépouillée du titre, seulement accompagnée de deux guitares acoustiques. Les acteurs de Glee annoncent début 2010 qu’ils chanteront leur propre version de Born This Way durant la seconde saison de la série. La reprise figure dans le 18e épisode de la saison, qui porte le titre de la chanson en version originale. Il est diffusé en avril 2011 sur le réseau de télévision américain Fox. Disponible sur les services d’achat de musique en ligne, la reprise s’écoule à 73 000 exemplaires, entrant à la 44e place du Billboard Hot 100 et à la 31e du Canadian Hot 100,.
En 2011, le chanteur et humoriste américain Weird Al Yankovic demande la permission de Gaga pour parodier Born This Way. Il lui transmet une brève description de sa parodie, mais l'équipe de promotion de Gaga souhaite entendre le morceau avant de l’approuver. Yankovic leur envoie alors les paroles de Perform This Way, et informe Interscope Records qu’il a l’intention de la commercialiser en tant que premier single de son nouvel album. Par la suite, l’équipe de promotion de Gaga insiste sur le fait qu’elle doit absolument entendre le titre. Weird Al enregistre le morceau « à grands frais », le mixe et effectue le mastering, puis leur envoie la version finale de la chanson. L’équipe de Gaga informe alors le parodiste qu’aucune permission ne lui est accordée. Yankovic pense que le refus provient de Gaga elle-même. Abandonnant l'idée de tourner un vidéoclip pour promouvoir la piste et l’album, il dévoile tout de même le morceau sur le site d'hébergement de vidéos YouTube. Toutefois, peu de temps après sa mise en ligne, des sources proches de Gaga affirment qu’elle n’a pas entendu la parodie et qu’elle est une « grande admiratrice de Weird Al ». Après que son manager ait admis qu'il n'avait pas transmis la parodie à Lady Gaga, celle-ci contacte Yankovic et lui permet d'inclure ce titre dans son nouvel album,.
Printemps 2012, Madonna crée la surprise en reprenant le refrain du tube de sa dauphine lors de sa tournée mondiale MDNA Tour à l'occasion d'un mash-up avec son titre Express Yourself.
En 2019, la chanson est reprise par le casting de la série télévisée Andi Mack dans le dernier épisode de la série.

## Liste des éditions
| - Téléchargement numérique mondial 1. "Born This Way" – 4:20 - Téléchargement numérique mondial Born This Way – The Remixes Part 1 1. Born This Way (LA Riots Remix) – 6:32 2. Born This Way (Chew Fu Born to Fix Remix) – 5:52 3. Born This Way (DJ White Shadow Remix) – 4:24 - Téléchargement numérique mondial Born This Way – The Remixes Part 2 1. Born This Way (Michael Woods Remix) – 6:24 2. Born This Way (Dada Life Remix) – 5:16 3. Born This Way (Zedd Remix) – 6:30 4. Born This Way (Grum Remix) – 5:48 5. Born This Way (Bimbo Jones Club Remix) – 6:46 6. Born This Way (Twin Shadow Remix) – 4:06 | - Édition limitée CD Single mondial 1. Born This Way – 4:21 2. Born This Way (LA Riots Remix) – 6:33 3. Born This Way (Chew Fu Born to Fix Remix) – 5:53 4. Born This Way (DJ White Shadow Remix) – 4:24 - Vinyl 12 limité britannique 1. Born This Way – 4:21 2. Born This Way (LA Riots Remix) – 6:33 3. Born This Way (Chew Fu Born to Fix Remix) – 5:53 4. Born This Way (DJ White Shadow Remix) – 4:24 - Téléchargement numérique mondial Born This Way (The Country Road Version) 1. Born This Way (The Country Road Version) – 4:21 |

## Crédits
| - Lady Gaga - Écriture, production, instrumentation, arrangement vocal, chant - Jeppe Laursen - Écriture, production - Fernando Garibay - Production, ingénierie audio, instrumentation et arrangement vocal - DJ White Shadow - Production, ingénierie audio - David Russell - Enregistrement, mixage audio | - Gene Grimaldi - Mastering - Pete Hutchings - Assistance - Kenta Yonesaka - Assistance - Kevin Porter - Assistance - Al Carlson - Assistance |

Source:

## Classements, certifications et successions

### Classements et certifications
| Pays                     | Position | Temps au hit-parade | Certification |
| ------------------------ | -------- | ------------------- | ------------- |
| Allemagne                | 1er      | 14 semaines         | Or            |
| Australie                | 1er      | 14 semaines         | 4 × Platine   |
| Autriche                 | 1er      | 14 semaines         |               |
| Belgique (Fr)            | 3e       | 15 semaines         | Or            |
| Belgique (Nl)            | 1er      | 15 semaines         | Or            |
| Brésil                   | 23e      | ~ 5 semaines        |               |
| Canada                   | 1er      | 15 semaines         |               |
| Corée du Sud             | 1er      | 6 semaines          |               |
| Danemark                 | 2e       | 14 semaines         | Or            |
| Écosse                   | 1er      | 15 semaines         |               |
| Espagne                  | 1er      | 14 semaines         | Or            |
| États-Unis               | 1er      | 15 semaines         | 4 × Platine   |
| États-Unis (Dance Club), | 1er      | 15 semaines         |               |
| États-Unis (Pop),        | 1er      | 15 semaines         |               |
| Finlande                 | 1er      | 10 semaines         |               |
| France                   | 2e       | 14 semaines         |               |
| Hongrie                  | 2e       | 11 semaines         |               |
| Irlande                  | 1er      | 14 semaines         |               |
| Italie                   | 2e       | 8 semaines          | Platine       |
| Japon                    | 1er      | 14 semaines         | Or,           |
| Mexique                  | 7e       | 10 semaines         |               |
| Norvège                  | 2e       | 10 semaines         | 6 × Platine   |
| Nouvelle-Zélande         | 1er      | 15 semaines         | Platine       |
| Pays-Bas                 | 1er      | 15 semaines         |               |
| Pologne                  | 1er      | ~5 semaines         |               |
| République tchèque       | 8e       | 14 semaines         |               |
| Royaume-Uni              | 3e       | 14 semaines         | Platine       |
| Slovaquie                | 1er      | 13 semaines         |               |
| Suède                    | 1er      | 14 semaines         | Or            |
| Suisse                   | 1er      | 14 semaines         | Platine       |

## Historique des sorties
| Pays             | Date            | Format                               |
| ---------------- | --------------- | ------------------------------------ |
| États-Unis       | 11 février 2011 | Radio contemporaine                  |
| Allemagne        | 11 février 2011 | Numérique                            |
| Australie        | 11 février 2011 | Numérique                            |
| Belgique         | 11 février 2011 | Numérique                            |
| Canada           | 11 février 2011 | Numérique                            |
| Danemark         | 11 février 2011 | Numérique                            |
| Espagne          | 11 février 2011 | Numérique                            |
| États-Unis       | 11 février 2011 | Numérique                            |
| Finlande         | 11 février 2011 | Numérique                            |
| France           | 11 février 2011 | Numérique                            |
| Irlande          | 11 février 2011 | Numérique                            |
| Japon            | 11 février 2011 | Numérique                            |
| Norvège          | 11 février 2011 | Numérique                            |
| Nouvelle-Zélande | 11 février 2011 | Numérique                            |
| Pays-Bas         | 11 février 2011 | Numérique                            |
| Portugal         | 11 février 2011 | Numérique                            |
| Royaume-Uni      | 11 février 2011 | Numérique                            |
| Suède            | 11 février 2011 | Numérique                            |
| Suisse           | 11 février 2011 | Numérique                            |
| États-Unis       | 15 février 2011 | Airplay                              |
| Australie        | 4 mars 2011     | Physique                             |
| Japon            | 4 mars 2011     | Numérique - Sonnerie                 |
| Allemagne        | 11 mars 2011    | Physique                             |
| Allemagne        | 11 mars 2011    | Numérique - The Remixes Pt. 1        |
| Australie        | 11 mars 2011    | Numérique - The Remixes Pt. 1        |
| Belgique         | 11 mars 2011    | Numérique - The Remixes Pt. 1        |
| Danemark         | 11 mars 2011    | Numérique - The Remixes Pt. 1        |
| Espagne          | 11 mars 2011    | Numérique - The Remixes Pt. 1        |
| Finlande         | 11 mars 2011    | Numérique - The Remixes Pt. 1        |
| France           | 11 mars 2011    | Numérique - The Remixes Pt. 1        |
| Irlande          | 11 mars 2011    | Numérique - The Remixes Pt. 1        |
| Japon            | 11 mars 2011    | Numérique - The Remixes Pt. 1        |
| Norvège          | 11 mars 2011    | Numérique - The Remixes Pt. 1        |
| Nouvelle-Zélande | 11 mars 2011    | Numérique - The Remixes Pt. 1        |
| Pays-Bas         | 11 mars 2011    | Numérique - The Remixes Pt. 1        |
| Portugal         | 11 mars 2011    | Numérique - The Remixes Pt. 1        |
| Royaume-Uni      | 11 mars 2011    | Numérique - The Remixes Pt. 1        |
| Suède            | 11 mars 2011    | Numérique - The Remixes Pt. 1        |
| Suisse           | 11 mars 2011    | Numérique - The Remixes Pt. 1        |
| Grèce            | 14 mars 2011    | Physique                             |
| Royaume-Uni      | 14 mars 2011    | Physique                             |
| France           | 14 mars 2011    | Physique                             |
| États-Unis       | 15 mars 2011    | Physique                             |
| Nouvelle-Zélande | 15 mars 2011    | Physique                             |
| Canada           | 15 mars 2011    | Numérique - The Remixes Pt. 1        |
| États-Unis       | 15 mars 2011    | Numérique - The Remixes Pt. 1        |
| Japon            | 16 mars 2011    | Physique                             |
| Pologne          | 18 mars 2011    | Physique                             |
| Allemagne        | 25 mars 2011    | Numérique - The Remixes Pt. 2        |
| Australie        | 25 mars 2011    | Numérique - The Remixes Pt. 2        |
| Belgique         | 25 mars 2011    | Numérique - The Remixes Pt. 2        |
| Danemark         | 25 mars 2011    | Numérique - The Remixes Pt. 2        |
| Espagne          | 25 mars 2011    | Numérique - The Remixes Pt. 2        |
| Finlande         | 25 mars 2011    | Numérique - The Remixes Pt. 2        |
| France           | 25 mars 2011    | Numérique - The Remixes Pt. 2        |
| Irlande          | 25 mars 2011    | Numérique - The Remixes Pt. 2        |
| Japon            | 25 mars 2011    | Numérique - The Remixes Pt. 2        |
| Norvège          | 25 mars 2011    | Numérique - The Remixes Pt. 2        |
| Nouvelle-Zélande | 25 mars 2011    | Numérique - The Remixes Pt. 2        |
| Pays-Bas         | 25 mars 2011    | Numérique - The Remixes Pt. 2        |
| Portugal         | 25 mars 2011    | Numérique - The Remixes Pt. 2        |
| Royaume-Uni      | 25 mars 2011    | Numérique - The Remixes Pt. 2        |
| Suède            | 25 mars 2011    | Numérique - The Remixes Pt. 2        |
| Suisse           | 25 mars 2011    | Numérique - The Remixes Pt. 2        |
| Canada           | 29 mars 2011    | Numérique - The Remixes Pt. 2        |
| États-Unis       | 29 mars 2011    | Numérique - The Remixes Pt. 2        |
| Allemagne        | 15 avril 2011   | Numérique - The Country Road Version |
| Australie        | 15 avril 2011   | Numérique - The Country Road Version |
| Belgique         | 15 avril 2011   | Numérique - The Country Road Version |
| Canada           | 15 avril 2011   | Numérique - The Country Road Version |
| Danemark         | 15 avril 2011   | Numérique - The Country Road Version |
| Espagne          | 15 avril 2011   | Numérique - The Country Road Version |
| États-Unis       | 15 avril 2011   | Numérique - The Country Road Version |
| Finlande         | 15 avril 2011   | Numérique - The Country Road Version |
| France           | 15 avril 2011   | Numérique - The Country Road Version |
| Irlande          | 15 avril 2011   | Numérique - The Country Road Version |
| Japon            | 15 avril 2011   | Numérique - The Country Road Version |
| Norvège          | 15 avril 2011   | Numérique - The Country Road Version |
| Nouvelle-Zélande | 15 avril 2011   | Numérique - The Country Road Version |
| Pays-Bas         | 15 avril 2011   | Numérique - The Country Road Version |
| Portugal         | 15 avril 2011   | Numérique - The Country Road Version |
| Royaume-Uni      | 15 avril 2011   | Numérique - The Country Road Version |
| Suède            | 15 avril 2011   | Numérique - The Country Road Version |
| Suisse           | 15 avril 2011   | Numérique - The Country Road Version |